# Agnes Smedley

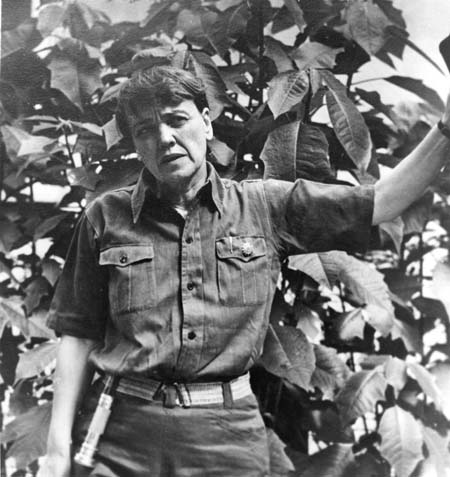
Agnes Smedley

Agnes Smedley (chinesisch 艾格尼丝·史沫特莱, Pinyin Àigénísī Shǐmòtèlái; * 23. Februar 1892 in Osgood, Missouri; † 6. Mai 1950 in Oxford) war eine US-amerikanische Journalistin und Autorin, die mit ihren Artikeln und Büchern über die chinesische Revolution bekannt wurde.

## Leben
Agnes Smedley, in Missouri geboren, hatte vier Geschwister. 1902 zog ihre Familie nach Colorado, wo sie neben dem Schulbesuch zu arbeiten begann. Später wurde sie Lehrerin in New Mexico.
In den Jahren 1911 und 1912 studierte sie an der Tempe Normal School in Arizona und war Redakteurin der Studentenzeitung Tempe Normal Student.
Sie heiratete Ernest Brudin und das Paar zog nach Kalifornien. 1916 trat Agnes Smedley in die Socialist Party of America ein. Nach sechs Jahren wurde die Ehe geschieden. Agnes Smedley zog nach New York, wo sie an der Zeitschrift Birth Control Review arbeitete.
Sie begann ein Verhältnis mit dem indischen Kommunisten Virendranath Chattopadhyaya. 1918 wurde sie wegen Aktivitäten für die indische Unabhängigkeitsbewegung gegen England im Dienste Deutschlands verhaftet. 1920 ging sie mit Chattopadhyaya nach Berlin. Sie eröffneten eine Klinik für Familienplanung und Agnes Smedley schrieb für The Nation und New Masses über die Weimarer Republik. Nach einem kurzen Aufenthalt in der Sowjetunion war sie enttäuscht über die dortigen Verhältnisse und stand auch den deutschen Kommunisten kritisch gegenüber. Sie war mit Käthe Kollwitz befreundet.
1929 beendete sie ihre Autobiografie Daughter of Earth (deutsch: Eine Frau allein) und zog allein nach Shanghai. Später wurde ihr vorgeworfen, bereits während dieser Zeit Mitglied des Spionagerings um den sowjetischen Spion Richard Sorge gewesen zu sein. Sie war mit Ruth Werner („Sonja“) eng befreundet, aber ohne von deren nachrichtendienstlicher Tätigkeit Kenntnis zu haben.
In den 1930er Jahren besuchte Agenes Smedley die 8. und die 4. Armee der chinesischen Roten Armee und berichtete für die Frankfurter Zeitung und den Manchester Guardian sowie für die Zeitschriften Asia, The New Republic, Nation, Vogue und Life über den Bürgerkrieg in China.
Zwischen 1938 und 1941 besuchte sie sowohl Truppen der Guomindang als auch die der Kommunisten.
Nach ihrer Rückkehr in die USA ließ sie sich in New York nieder und schrieb mehrere Bücher über die chinesische Revolution. Außerdem setzte sie sich für ein Ende der rassistischen Diskriminierung in den USA ein.
Mit Beginn der McCarthy-Ära wurde sie 1947 beschuldigt, Mitglied der Kommunistischen Partei der USA zu sein und für die Sowjetunion spioniert zu haben. Agnes Smedley entzog sich dem Druck und ging im November 1949 nach Großbritannien. Nach ihrem Tod 1950 in Oxford endeten die Untersuchungen des FBI in dieser Angelegenheit.
Ihre Asche wurde am Babaoshan-Friedhof der Revolutionshelden in Peking beigesetzt. In Dresden und Chemnitz wurden Straßen nach ihr benannt (Agnes-Smedley-Straße).

## Werke
- Cell Mates, No. 1 - No. 4. In: Call Magazine, dem Sunday magazine der sozialistischen Tageszeitung New York Call. am: 15. Februar 1920 [nicht im Signs-Nachdruck 1977]; 22. Februar 1920; 29. Februar 1920; 14. März 1920.
- India and the Next War. Amritsar 1928.
- Daughter of Earth. Coward-McCann, Inc., New York 1929 (1935 erschien die gekürzte Neuauflage dieses autobiografischen Romans mit einer Einleitung von Malcolm Cowley). Neuausgabe: The Feminist Press, New York 1973. ISBN 0-935-31268-4
  - Deutsche Übersetzung von Julian Gumperz: Eine Frau allein. Mein Lebensroman. Societäts-Verlag, Frankfurt am Main 1929. Neuausgabe: Dietz, Berlin 1949.
- Chinese Destinies: Sketches of Present-Day China The Vanguard Press, New York 1933.
  - Deutsche Übersetzung von Julian Gumperz und Willi Schulz: Chinesische Schicksale. Skizzen aus dem China von heute. Moskau/Leningrad: Verlagsgenossenschaft ausländischer Arbeiter in der UdSSR, 1934.
- China's Red Army Marches. The Vanguard Press, New York 1934. Alternativer Titel: Red Flood over China. Co-operative Publishing Society of Foreign Workers in the U.S.S.R., Moskau, Leningrad 1934.
  - China kämpft. Vom Werden des Neuen China. Dietz, Berlin 1949.
- China Fights Back: An American Woman with the Eighth Route Army. The Vanguard Press, New York 1938.
  - China blutet. Vom Sterben des alten China. Malik, London 1936.
- Stories of the Wounded. Newspaper Enterprises, Hong Kong 1941. Hilfsbitte für Orthopädische Zentren des Chinesischen Roten Kreuzes.
- Battle Hymn of China. Alfred A. Knopf, New York 1943.
- The Great Road: The Life and Times of Chu Teh. Monthly Review Press, New York 1956. Über Zhu De. ISBN 0-853-45206-7. Digitalisat online bei Archive.org.
  - Deutsche Übersetzung von Georg Friedrich Alexan: Der große Weg. Das Leben Marschall Tschu Tehs. Berlin 1958.
- Portraits of Chinese Women in Revolution. The Feminist Press at The City University of New York, New York 1976. ISBN 0-912-67044-4.
- Jan MacKinnon, Stephen Mac Kinnon (Hrsg.; Einleitung): Agnes Smedley's ‚Cell Mates.‘ In: Signs, Bd. 3, Winter 1977, S. 532ff. Nachdruck dreier Cell Mates Kolumnen (1920).

## Ehrung
Smedley ist von der kommunistischen Partei Chinas als Alte Freundin des chinesischen Volkes bezeichnet worden.